# Espace(s)
La revue Espace(s) est un périodique édité par l'Observatoire de l'Espace du CNES de 2005 à 2021 et diffusé par Les Presses du réel. Consacrée à la création littéraire et artistique, elle rassemble à chaque numéro les textes et créations plastiques inédits d’une trentaine d’artistes autour d’un thème lié à l’aventure spatiale.

## Ligne éditoriale
La revue Espace(s) rapproche univers scientifique et littéraire pour témoigner de la réalité ou de l’imaginaire du monde spatial. L’Espace y est entendu au sens large comme un objet anthropologique qui touche aux sciences, à l’histoire, aux arts, et aux activités humaines en général, et qui continue de se construire. 
Dans cette perspective, la revue Espace(s) s’ouvre à tous les domaines de la création : de la typographie à la scène en passant par la BD, la photographie, le dessin, la musique, la poésie, etc. Les contributions qu’elle rassemble sont également variées : des travaux d’artistes, des essais critiques, des entretiens avec des metteurs en scène, des écrivains, ou des artistes issus de l’art spatial.

« Le pouvoir d’attraction et de fascination du milieu spatial demeure immense, mais souvent ne relève que de sa puissance symbolique. Pour se départir de cet aspect unique, trop restreint vis-à-vis de sa richesse potentielle, nous imaginons et mettons en œuvre depuis plusieurs années des dispositifs de création ou d’analyse afin d’articuler l’espace, et le patrimoine culturel qu’il engendre en permanence, avec d’autres disciplines, d’autres champs culturels. À terme, notre objectif est de bâtir une méthodologie destinée à faire percevoir que nous sommes autant habitants de l’Espace qu’habités par lui, et donc in fine d’abolir cette partition fictive. »

— Gérard Azoulay, responsable de rédaction

## Dispositifs de création
Chaque numéro de la revue est construit autour un thème lié à l’aventure spatiale et suscite de nombreuses contributions d’écrivains et artistes contemporains intéressés cette aventure. Elle accueille également les travaux des artistes en résidence hors les murs à l’Observatoire de l’Espace. 
Différents dispositifs d’écriture sont mis en place dans chaque numéro pour faire émerger de nouveaux récits. Dans le premier numéro, intitulé « L’expérience du récit scientifique », une vingtaine d’écrivains ont été sollicités pour écrire des textes à la manière de Jules Verne. Cette proposition littéraire a donné lieu à une grande diversité d’écritures et de propos, critiques, humoristiques ou satiriques.
Les numéros de la revue présentent régulièrement de nouvelles rubriques qui laissent le champ libre à différentes propositions artistiques et littéraires. Dans le n°11, l’Observatoire de l’Espace s’est par exemple intéressé à la question de la correspondance et aux  échanges épistolaires en envoyant à des auteurs de la revue des photos de l’activité spatiale sur Terre, comme une sorte de carte postale. Les auteurs ont envoyé en retour un texte, parfois accompagné d’une photo ou d’un dessin, pour poursuivre cette correspondance qui a été consignée dans la revue Espace(s). 
Certains ouvrages de la collection contiennent une rubrique « Vocabulaire » construite autour d'un corpus soumis à des auteurs contemporains. Il peut notamment s'agir d'un travail de création autour des dix mots de la Semaine de la langue française. Pour chacun de ces dix termes, une définition en rapport avec l’espace et les activités spatiales est produite par l’Observatoire de l’Espace, qui l’accompagne d’illustrations légendées. Ce matériau laissant place à l’imaginaire est proposé aux écrivains afin de produire un texte évocateur de l’espace inspiré par un de ces mots. Ce dispositif est également repris lors du festival Sidération, organisé par l’Observatoire de l’Espace, pour inspirer des créations dans d’autres champs artistiques, tels que la musique ou le spectacle vivant.

## Comité de rédaction
Composé d'auteurs et d'artistes plasticiens, le comité de rédaction de la revue Espace(s) se veut le reflet d'une ligne éditoriale consacrée à la diffusion des œuvres de tous types inspirées par l'espace.
- Gérard Azoulay, responsable de la rédaction
- Sylvie Bonnot, plasticienne
- David Christoffel, auteur
- Raphaël Dallaporta, plasticien
- Michel Gouéry, plasticien
- Jacques Paveur, auteur
- Élise Parré, plasticienne
- Éric Pessan, auteur
- Karin Serres, autrice

## Numéros
| N°         | Titre                                | Date | Auteurs |
| ---------- | ------------------------------------ | ---- | --- |
| n°1        | L’expérience du récit scientifique   | 2005 | Ayerdhal, Christiane Baroche, Thierry Beinstingel, Jacques A. Bertrand, François Boisivon, Sani Bouda, Daniel Cabanis, Fabrice Colin, Georges-Olivier Châteaureynaud, Michel Croce-Spinelli, Régine Detambel, Jérôme Lambert, Hervé Le Tellier, Gérard Lecas, Bernard Montabo, Marc Petit, Jean-Bernard Pouy, Vincent Ravalec, Dominique Sigaud, Jacques Vallet. |
| n°2        | À l’épreuve de la correspondance     | 2006 | Daniel Cabanis, Fabrice Colin, Claude Darbellay, Patrice Delbourg, Patrick Delperdange, Marie-Claire Dewarrat, Jean-Michel Espitallier, Eugène-Paul Fournel, Anne-Lise Grobéty, Thomas Gunzig, Jacques Izoard, Hervé Le Tellier, Jean-Louis Lippert, Bernard Montabo, Marc Petit, Éric Pistouley, Jean-Bernard Pouy, Nathalie Quintane, Noëlle Revaz. |
| n°3        | La pratique de l’enquête             | 2007 | Nicolas Bokov, Laurence Cossé, Chloé Delaume, Olivier Deck, Françoise Guérin, Jean-Marie Laclavetine, Caroline Lamarche, Laurent Laurent, Hervé Le Tellier, Jean-Louis Lippert, Gérard Mordillat, André Paradis, Charles Pennequin, Ernest Pépin, Emmanuel Pierrat, Éric Pistouley, Eunice Richards-Pillot, Vincent Ravalec, Sylvie Robic. |
| n°4        | Le choix du carnet                   | 2008 | René Marill Albérès, Benjamin Brejon et Ewen Chardonnet, Patrick Delperdange, Kitsou Dubois, Georges Flipo, Henri de Graffigny et Georges Le Faure, Paul von Hoeydonck, Laurent Laurent, David Lespiau, Jérôme Mauche, Pierre Meunier, Céline Minard, Jean-Pierre Ostende, Jean-Luc Outers, Éric Pessan, Didier Petit, Jean-Bernard Pouy, Maurice Renard, Emmanuelle Urien, Roger Wallet. CD audio : Didier Petit. |
| Hors-Série | Fictions européennes                 | 2008 | Frank Adam, Roberto Alajmo, Terezá Brdečková, Christos Chryssopoulos, Andras David, Serge van Duijnhoven, Jacques Duquesne, José Manuel Fajardo, Gueorgui Gospodinov, Rotraut Hackermüller, Johan Harstad, Gundars Ignats, Vidmantė Jasukaitytė, Lídia Jorge, Joseph S. Josephides, Dan Lungu, Immanuel Mifsud, Piotr Muldner, Gustav Murin, Colette Nys-Mazure, Patricia O’Nolan, Boris Pahor, Caroline Price, Mikko Rimminen, Daniel de Roulet, Lambert Schlechter, Jan Sonnergaard, Lucas Svensson, Arvo Valton, Simon Werle. |
| n°5        | L’attraction poétique                | 2009 | Lorella Abenavoli et Nicolas Reeves, Mathias Auclair, Édith Azam, Lise-Marie Barré, Marc Blanchet, Alain Borer, Pierre Boulle, Michel Cassé, Sonia Chiambretto, Louis Dandrel, Cécile Mainardi, Wajdi Mouawad, Carl Norac, Patricia O’Nolan, Anne Parian, Florence Pazzottu, Christian Prigent, Denys Riout, Caroline Sagot-Duvauroux, Éric Suchère, Laurence Vielle. CD audio : Louis Dandrel. |
| n°6        | La fabrique de la mémoire            | 2010 | Jacques Albert, Franck Ancel, Philippe Boisnard, Hugo Boris, Philippe Braz, David Christoffel, Thomas Clerc, Erró, Renée Gagnon, Hortense Gauthier, Claire Guezengar, Jean Lambert-wild,Robert Lepage, Jean-Louis Lippert, Sabine Macher, Cyrille Martinez, Éric Pessan, Corine Pencenat, Cédric Pigot, Éric Pistouley, Jacques Polieri, Vincent Ravalec, Noëlle Renaude, Jacques Sivan, Jean-Luc Soret, Jean-Jacques Viton, Dorothée Volut. CD audio : Les Voyageurs de l’Espace |
| Hors-série | Correspondances Paris-Moscou         | 2010 | Vladimir Berezine, Bernard Chambaz, Philippe Claudel, Sergueï Essine, Alain Fleischer, Guy Konopnicki, Anatoli Koroliov, Anatoly Kourchatkine, Hélène Lenoir et Alexeï Slapovski. |
| n°7        | Limites et frontières                | 2011 | Stéphane Audeguy, Franck Bauchard, Nicolas Bouyssi, Daniel Cabanis, Nicolas Caligaris, Claude Chambard, Sonia Chiambretto, David Christoffel, Marie Chartres, Valérie Cordy, Jean-Claude Dargeant, Emmanuel Darley, Patrick Delperdange, Philippe Di Meo, Éric Faye, Frédéric Ferrer, Christophe Fourvel, Hortense Gauthier, Anne Kawala, Nathalie Kuperman, André Lafargue, Laurent Laurent, Bertrand Leclair, Joris Mathieu, Pierre Meunier, Tarik Noui, Gaëlle Obiégly, Véronique Ovaldé, Jean-Claude Pinson, Éric Pistouley, Jean-Bernard Pouy, Daniel Pozner, Noëlle Revaz, Violaine Schwartz, Pierre Senges, Michael Stauffer, Éric Suchère, Martin Winckler, Valérie Zenatti. |
| n°8        | Huis-Clos                            | 2012 | Stéphane Audeguy, Franck Bauchard, Nicolas Bouyssi, Daniel Cabanis, Nicolas Caligaris, Claude Chambard, Sonia Chiambretto, David Christoffel,Marie Chartres, Valérie Cordy, Jean-Claude Dargeant, Emmanuel Darley, Patrick Delperdange, Philippe Di Meo, Éric Faye, Frédéric Ferrer, Christophe Fourvel, Hortense Gauthier, Anne Kawala, Nathalie Kuperman, André Lafargue, Laurent Laurent, Bertrand Leclair, Joris Mathieu, Pierre Meunier, Tarik Noui, Gaëlle Obiégly, Véronique Ovaldé, Jean-Claude Pinson, Éric Pistouley, Jean-Bernard Pouy, Daniel Pozner, Noëlle Revaz, Violaine Schwartz, Pierre Senges, Michael Stauffer, Éric Suchère, Valérie Zenatti. |
| n°9        | La différence                        | 2013 | Jakuta Alikavazovic, Raphaële Bidault-Waddington, Fanny Blondel, Bernard Chambaz, Claro, Éric Cordier, Raphaël Dallaporta, Claudine Galéa, Christian Garcin, Hortense Gauthier, Albane Gellé, Fred Griot, Eduardo Kac, Anne Kawala, Jérôme Lafargue, Christine Lapostolle, Mathieu Larnaudie, Laurent Laurent, Magali Mougel, Mariette Navarro, Baptiste Ochlafen, Emmanuelle Pagano, Éric Pessan, Vincent Ravalec, Jacques Sivan, Marie Van Moere. Avec la participation de Raphaël Dallaporta. |
| n°10       | Obsessions et fascinations           | 2014 | Pierre Senges, Charles Pennequin, Jean-Lambert-Wild, Vanina Maestri, Éric Pessan, Raphael Navarro, Valentine Losseau, Marie Darrieussecq, Martin Page, Olivier Bleys, Manuel Candré, Sandra Moussempes, Hélène Frappat, Emmanuelle Bayamack-Tam, Karin Serres, Thomas Coppey, Jean-Bernard Pouy, Geradro Bortolotti, Sparajurij, Ada Sirente, Andrea Raos, Tommaso Ottonieri, Nicola Mazzeo, Giovanni Galli, Jean-Paul Curnier, Alexis Forestier, Benoit Vincent, David Léon, Mathias Richard, Nicolas Tardy, Danièle Momont, Sébastian Dicenaire, Badejo Olesun, Laura Vazquez, Christophe Esnault, Hugues Fléchard, Laurent Laurent |
| n°11       | Rêves, révoltes, révolutions         | 2015 | Olivier Bleys, Éric Pistouley, Marie Quéau, Claire Rengade, Toma Saraceno, Jakuta Alikavazovic, Nicole Caligaris, Bernard Chambaz, Vincent Gelot, Sabine Macher, Marc Molk, Emmanuelle Pagano, Jean-Claude Pinson, Sylvain Renard, Karin Serres, Éric Suchère, Emmanuel Adely, Arno Bertina, Cécile Coulon, Frédéric Danos, Carla Demierre, Philippe Malone, Christine Montalbetti, Véronique Pittolo, Pacôme Thiellement, Benoit Vincent, Bruno Meyssat, Stéphane Olry, Florent Trochel, David Christoffel, Christophe Kihm, Élodie Boivin, Boris Crack, François-Xavier Denis, Laurent Laurent, Philippe Mangano, Ian Monk, Sabine Normand, Coline Pierré, Yannick Torlini. |
| n°12       | Robots, cyborgs et autres compagnons | 2016 | Karin Serres, Didier Petit, Raphaël Dallaporta, Bertrand Rigaux, Sylvie Corroler-Talairach, Nathalie Blanc, Frédérique Martin, Sébastien Rongier, Jocelyn Bonnerave, Virginie Poitrasson, Emmanuel Rabu, Marc Molk, Julien Blaine, Frédéric Dumond, Marie Cosnay, Eric Pessan, Bernard Chambaz, Coline Pierré, Sylvie Bonnot, Mariette Navarro, Philippe Braz, François Matton, Thaddée, Eric Pistouley, Manuel Candré, Mathias Richard, Boris Crack, Livia Galeazzi, Raphaël Gouisset, Nicolas Grenier, Loïc Daverat, Hortense Gauthier, Eric Vial-Bonacci, Poulpy, Ian Monk. |
| n°13       | Traces et résidus                    | 2016 | Jakuta Alikavazovic, Éric Pessan, Hélène Frappat, Christine Montalbetti, Loïc Pantaly, Olivier Perriquet, Vincent Odon, Cédric Hoareau, Fanny Chiarello, Thomas Vinau, Nicolas Tardy, Philippe Annocque, Fabienne Radi, Olivier Bleys, Coline Pierré, Mariette Navarro, Sabine Macher, Charles Pennequin, Karin Serres, Ema Dée, Magali Lefebvre, Marie Gallimardet, Eloïse Lièvre, Luvan, Gabriel Mettewie. |
| n°14       | L'Espace, lieu d'utopies             | 2017 | Pierre Senges, Gaëlle Obiégly, David Collin, Charles Robinson, Solenn Denis, Hélène Gaudy, Théodora Barat, Anaïs Tondeur, Bertrand Dezoteux, Compagnie Laïka, Thierry Gilotte, Rémi Mort, Samy El Ghassasy, Full PETAL Machine, Christophe Ségas, Eduardo Kac, Hugues Marchal, Ange Beuque, Romain Sein, Joséphine Lanesem, Renaud Baur, Guerric de Crombrugghe, Marina L., Elise Parré, Patrice Luchet. |
| n°15       | La légèreté                          | 2017 | Pacôme Thiellement, Pierre Alferi, Jeanne Morel & Paul Marlier, Romaric Tisserand, Jérôme lamy, Antoine Belot, Johan Decaix, Sylvie Bonnot, Sabine Revillet, Marc Perrin, Emmelene Landon, Liliane Giraudon, Frank Smith, Jacques Paveur, David Christoffel, Ema Dée, Chloé Silbano, Raphaël Gouisset, Gillian Ferreira, Laurence Vielle, Alexandre Contesse, Fabien Clouette & Quentin Leclerc, Steven Le Priol, Erik Wahl, Emma Bourgin, Christophe Gilbert. |
| n°16       | Anecdotes et faits divers            | 2018 | Nicolas Tardy, Luc Tartar, Pierrette Fleutiaux, Maël Guesdon, Pierre Cendors, Juliette Mézenc, Jakuta Alikavazovic, Stanislas Amand, Philippe Braz, Bertrand Charles, Raphaël Dallaporta, Hélène Gaudy, Zhu Hong, Éloïse Lièvre, Élise Parré, Karin Serres, Didier Trenet, Magdalena Ruiz Marmolejo, Rémi Checchetto, Claude Favre, Anne Savelli, Alain Robinet, Marie Rousset, Laurence de la Fuente, Bruno Lahontâa, Démosthène Agrafiotis, André Paillaugue, Guy Bennett, Frédéric Forte (poète), Bruno Fern, Yannick Lavigne, Ludovic Füschtelkeit, Boris Crack, Lucien Bitaux, Nathalie Palayret, Sophie Félix, Laura Ben Haïba, Laura Vazquez, Caroline Corbal, Michel Gouéry. |
| n°17       | Nos géographies mentales             | 2019 | Jakuta Alikavazovic, Théodora Barat, Gil Bartholeyns, Alex Barrier, Laura Ben Haïba, Lucien Bitaux, Sylvie Bonnot, Patricia Cartereau, David Christoffel, Jérémy Cundekovic, Stefan Eichhorn, Raphaël Dallaporta, Frédéric Deslias, Roseline Delacour, Bertrand Dezoteux, Elie During, Bruno Fern, Alexis Fernandes, Frédéric Ferrer, Bertrand Francqueville, Caroline Freissinet, Laurence de la Fuente, Michel Gouéry, Maël Guesdon, Hélène Jagot, Florence Jou, Bruno Lahontâa, Marina Ledrein, Laureline de Leeuw, Sabine Macher, Loïc Pantaly, Éric Pessan, Constanza Piaggio, Valerian Sache, Laura Sánchez Filomeno, Romain Sein, Karin Serres, Thaddée, Anaïs Tondeur, Laura Vazquez, Erwan Venn, André Ze Jam Afane, Sylvie Zobda. |
| n°18       | Le tumulte                           | 2019 | Éric Arlix, Michel Beretti, Antoine Bioy, Nathalie Blanc, Olivier Bleys, Philippe Braz, Bernard Chambaz, Bertrand Charles, David Christoffel, David Collin, Boris Crack, Frédéric Danos, Dominique Delcourt, Léo Duquesne, Sandrine Elberg, Joseph Fabro, Hélène Frappat, Nikolas Fouré, Claudine Galéa, Liliane Giraudon, Maël Guesdon, Anne Kawala, Nathalie Kuperman, Jérôme Lamy, Steven Le Priol, Amélie Lucas-Gary, Philippe Mangano, Frédérique Martin, Pierre Meunier, Juliette Mézenc, Nicolas Montgermont, Gérard Mordillat, Mariette Navarro, Loïc Pantaly, Élise Parré, Dominique Paquet, Hervé Péjaudier, Charles Pennequin, Éric Pessan, Coline Pierré, Éric Pistouley, Catherine Radtka, Lucien Raphmaj, Vincent Ravalec, Claire Rengade, Sabine Revillet, Charles Robinson, Arnaud Saint-Martin, Anne Savelli, Pierre Senges, Karin Serres, Michel Simonot, SMITH, Myriam Suchet, Nicolas Tardy, Gilles Weinzaepflen, André Ze Jam Afane. |
| n°19       | Le Grand Jeu                         | 2020 | Julien d’Abrigeon, Maxime Boidy, Sylvie Bonnot, Delphine Bretesché, Michel Cassé, Gaël Charbau, David Christoffel, Florence Cosnefroy, Hélène Crombet, Raphaël Dallaporta, Amélie Durand, Michel Gouéry, Raphaël Gouisset, Céline Lafon, Jean-Marc Lapène, Fanny Liatard, Juliette Mézenc, Nathanaël Mikles, Éric Pessan, Tom Ridgway, Charles Robinson, Nicolas Romain, Karin Serres, Gwendoline Soublin, Nicolas Tellop, Jérémy Trouilh et Sylvie Zobda. |
| n°20       | Mythologies individuelles            | 2021 | Miguel Aguilar, John Akomfrah, Hilaire Balu Kuyangiko, Michel Beretti, Hubert Besacier, Ralph Borland, Laura Ben Haïba, Guy Boley, Sylvie Bonnot, Rémi Checchetto, Chiraz Chouchane, Bertrand Dezoteux, Joseph Fabro, Samuel Fosso, Marie Gallimardet, Inès Jerray, Kiluanji Kia Henda, Kongo Astronauts (KA), Inès P. Kubler, Lionel Lathuille, Gerald Machona, Abu Bakarr Mansaray, Emo de Medeiros, Rigobert Nimi, Jacque Njeri, Joseph Obanubi, Thierry Passerat, Éric Pessan, Coline Pierré, Éric Pistouley, Gérard Quenum, David Redon, Romain Sein, Yinka Shonibare, Monsengo Shula, Benoît Toqué, Pierre Vinclair, Erwan Venn et l’École européenne supérieure de Bretagne. |

## Les rencontres autour de la revue
L’Observatoire de l’Espace organise régulièrement des événements autour de la publication de la revue Espace(s). Ces événements sont organisés en partenariat avec des institutions culturelles françaises et réunissent des auteurs de la revue, des artistes et des scientifiques autour d’un thème spatial pour croiser les regards et faire émerger différentes dimensions de l’Espace. 
- Juin 2021: À l'occasion de la parution du numéro 20 de la revue Espace(s), Éric Pessan, membre de son comité de rédaction, a reçu quelques uns de ses auteurs et artistes sur le thème des mythologies individuelles, thème de cette livraison. Les écrivains Benoît Toqué et Marie Gallimardet et les plasticiens Sylvie Bonnot, Ines Jerray et Emo de Meideros ont partagé avec le public leur interprétation du thème et leurs créations.
- Octobre 2020 : La parution du numéro 19 de la revue Espace(s), dédié au thème du Grand Jeu, a été l'occasion d'inviter autour d'Éric Pessan l'autrice Delphine Bretesché, le photographe Raphaël Dallaporta, le peintre Jean-Marc Lapène et le duo de cinéastes Fanny Liatard et Jérémy Trouilh. Chacun a offert sa définition du Grand Jeu, appliquée à l'aventure spatiale, et discuté de sa contribution à la revue.
- Octobre 2019 : Le lancement du numéro 18 de la revue Espace(s) a conduit le public à faire l'expérience du tumulte induit par l'Espace. Se succédant à la table d'Eric Pessan, Amélie Lucas-Gary, Bernard Chambaz, Sandrine Elberg, Lucien Raphmaj, SMITH et Antoine Bioy ont fait surgir le tumulte de discours spatiaux contemporains, de la photographie, de la création vidéo ou bien encore des techniques d'hypnose en impesanteur.
- Février 2019 : Nos géographies mentales, thème du numéro 17 de la revue Espace(s), ont été décryptées par Éric Pessan, en compagnie de Sylvie Bonnot,  Maël Guesdon, David Christoffel, Karin Serres et André Ze Jam Afane qui ont partagé avec le public leurs propres géographies mentales de l'Espace.
- Avril 2018 : Réuni autour de la comédienne Aurélie Toucas, le studio cosmique a mis en lumière les différentes contributions au 16e numéro de la revue Espace(s) consacré aux anecdotes et faits divers. Qu'ils soient présents à la table du studio ou via une projection vidéo, les auteurs et artistes présents ont évoqué leur approche de cette thématique et leurs méthodes de travail.
- Octobre 2017 : Le studio cosmique a ouvert ses portes à l'occasion de la parution du numéro 15 de la revue Espace(s). Animé par Éric Pessan, auteurs et plasticiens contributeurs de la revue y ont évoqué leur manière d'envisager la légèreté, thème de ce numéro. Lectures performées, débat et présentation de travaux plastiques ont rythmé la soirée.
- Avril 2017 : Soirée de lancement du quatorzième numéro de la revue, "l'Espace, lieu d'utopies" au siège du CNES à Paris. Karin Serres, membre du comité de rédaction, a reçu dans son Studio cosmique des auteurs et des artistes ayant participé à sa réalisation. Cette soirée a été l'occasion d'un échange du public avec les contributeurs autour des thématiques abordées dans ce numéro ou plus spécifiquement sur leurs démarches créatives.
- Novembre 2016 : Rencontre  à la librairie Volume (Paris 3e) autour du treizième numéro de Espace(s) qui a pour thème "Traces et résidus" animée par l'auteur Éric Pessan, membre du comité de rédaction, et Gérard Azoulay, responsable de la publication, autour des œuvres produites pour Nuit Blanche 2016 en présence du plasticien Loïc Pantaly.
- Mars 2016 : Présentation du douzième numéro de Espace(s) consacré aux "Robots, cyborgs et autres compagnons" à l'occasion du festival Sidération 2016. Dix textes de la revue ont été mis en voix par le comédien Gaël Baron.
- Mars 2015 : « Espace(s) fait sa revue (épisode 4), Et l’influence de l’Espace sur l’Art, alors ? » L’événement, marquant le dixième anniversaire de la revue, s’est tenu au Centre International de Poésie Marseille[5], avec l’écrivain Olivier Bleys et la chorégraphe Kitsou Dubois.
- Décembre 2014 : « Espace(s) fait sa revue (épisode 3), Et l’histoire spatiale, alors ? ». À l’invitation de la Maison de la poésie de Nantes, la soirée a eu lieu au Pannonica, scène de jazz et de musiques improvisées de Nantes, avec les poètes Albane Gellé et Éric Suchère. Animée par Éric Pessan, elle s’est ouverte avec la projection d’un montage d’archives sur les pionniers de l’espace présenté par Gérard Azoulay.
- Octobre 2014 : « Espace(s) fait sa revue (épisode 2), Et le vol spatial, alors ? » Cette rencontre a eu lieu au planétarium de Vaulx-en-Velin[6], avec les auteurs Thomas Coppey et Pierre Senges et l’astronaute Michel Tognini. À travers des lectures de textes de la revue, des débats et discussions, ils ont abordé des grandes questions liées au vol spatial : Pourquoi voler ? Pourquoi habiter l’espace ? Quelles nouvelles expériences s’offrent aux « hommes » qui peuvent y aller ? Comment ces grandes questions inspirent-elles la littérature ?
- Avril 2014 : « Espace(s) fait sa revue (épisode 1), Et l’extra-terrestre, alors ? » L’événement s’est déroulé chez Ent'revues[7], à Paris avec Christian Mustin, géomicrobiologiste et directeur de recherche au CNRS, Karin Serres et Charles Pennequin, auteurs. Cette rencontre a permis un passage en revue des grandes questions spatiales qui ont inspiré la création littéraire (la vie extraterrestre, les ovnis…) en croisant les points de vue des auteurs avec celui du scientifique.
- Décembre 2013 : « À la rencontre de la revue Espace(s) » a eu lieu au centre Cerise[8]. Laure Limongi et Éric Pessan, membres du comité de rédaction de la revue Espace(s) étaient présents aux côtés de Gérard Azoulay, responsable de la rédaction, pour présenter la revue.
- Mars 2010 : « Espace en scène » une soirée de créations, lectures et performances, consacrée à l’exploration théâtrale de l’univers spatial, a eu lieu le 24 mars 2010 au Théâtre Ouvert, à Paris, pour le lancement de la revue Espace(s) n° 6, La fabrique de la mémoire. Les auteurs Noëlle Renaude, Thomas Clerc, Claire Guezengar et Cyrille Martinez ont lu leurs textes, accompagnés par le comédien Christophe Brault, des extraits audiovisuels d’archives spatiales et une création musicale contemporaine du groupe des Voyageurs de l’Espace.
- Mars 2009 : « Espace(s) ou l’attraction poétique », une soirée consacrée à Espace(s) n° 5, "La fabrique de la mémoire", en présence de quatre de ses auteurs : Anne Parian, Alain Borer, Christian Prigent et Éric Suchère, et animée par Claude Guerre, alors directeur de la Maison de la Poésie. La lecture des textes était ponctuée par les jeux audiovisuels de Thierry Lagalla.
- Octobre 2008 : « Fictions européennes » à Strasbourg. L’Observatoire de l’Espace a organisé, les 22 et 23 octobre 2008, plusieurs événements culturels autour de la parution de l’ouvrage intitulé Fictions européennes[9]. Ce numéro hors-série de la revue Espace(s), parrainée par le Parlement européen, montre l’importance de l’Espace dans l’histoire européenne. Trente écrivains européens ont été sollicités pour écrire une nouvelle sur le thème de l’Espace et de l’Europe et se sont retrouvés le temps d’une soirée au Musée d’art moderne et contemporain de Strasbourg. La vocation de ce programme événementiel était de permettre à chaque citoyen de s’approprier l’Espace par le biais de la culture.
- Mars 2008 : « Carnets spatiaux » au siège du CNES. Cette soirée organisée autour de la revue Espace(s) n° 4 a présenté la projection du court-métrage dadaïste d’Antoine Defoort et Marie-Charlotte Moreau, La fusée, des lectures par leur auteur de textes poétiques, scientifiques ou philosophiques écrits pour la revue, des performances musicales de Didier Petit ou encore une méditation sur la question « le ciel nous est-il ouvert ? » par Jacques Arnould, chargé de mission sur les questions éthiques au CNES.
- Mars 2007 : « Enquêtes spatiales », cet événement interdisciplinaire a eu lieu au Palais de Tokyo. Il mêlait lectures, interventions de scientifiques et projections vidéo. Des auteurs de la revue Espace(s) n° 3, Enquêtes spatiales, et des acteurs du domaine spatial ont témoigné, par leur texte ou leur expérience du domaine spatial, d’une construction sociale et culturelle de l’Espace[10].
- Mars 2006 : « Correspondances de l’Espace », lecture de textes la revue Espace(s) n° 2 par leur auteur au musée de la Poste.